# Maximilian Raitz von Frentz
Jacobus-Maximilian Edmund Joseph Hubert Maria Freiherr Raitz von Frentz (* 7. Juli 1885 in Koblenz; † 21. August 1967 in Niederspay) war ein deutscher Jurist und Politiker (Deutsche Zentrumspartei).

## Familie
Raitz von Frentz entstammte dem alten Kölner Adelsgeschlecht Raitz von Frentz. Seine Eltern waren der Generalleutnant Freiherr Joseph August Raitz von Frentz (1858–1922) und die Johanna geb. Edle von Solemacher (1863–1936). Seine Brüder waren der Journalist Edmund Raitz von Frentz (1887–1964) und der Verbandsdirektor Josef Raitz von Frentz.

## Leben
Nach dem Abitur im Frühjahr 1904 begann er im selben Jahr sein Studium der Rechtswissenschaften an der Université de Lausanne in der Schweiz und setzte dieses an den Universitäten Freiburg im Breisgau, Berlin und Bonn fort. Während seines Studiums in Lausanne wurde er Mitglied der Studentenverbindung Société d’Étudiants Germania Lausanne. 1907 legte er sein Referendarexamen ab und wurde, nachdem er seine Dissertationsarbeit unter dem Titel „Die Nothilfe und ihre zivilrechtlichen Wirkungen nach dem Bürgerlichen Gesetzbuch für das Deutsche Reich.“ verfasst hatte, 1908 an der Universität Rostock zum Dr. jur. promoviert. Anschließend war er ab 1907 als Gerichtsreferendar am Oberlandesgericht Köln und u. a. in Waldbröl, Köln und Bonn beschäftigt.
1912 bestand er das Assessorexamen in Berlin. Anschließend war er seit 1912 als Gerichtsassessor am Oberlandesgericht Köln, beim Amtsgericht Andernach und ab 1915 als Justitiar bei der Regierung in Köln tätig, später als Regierungsassessor. Von 1917 bis 1919 war er Mitglied des Bezirksausschusses bei der Kölner Stadtregierung. Im Oktober 1919 wurde er mit der kommissarischen Verwaltung des Landratsamts in Lippstadt beauftragt und dort im Oktober 1920 zum Landrat des Kreises Lippstadt (Westfalen) ernannt. Dieses Amt übte er 13 Jahre lang von 1920 bis 1933 aus. Außerdem wurde er zugleich zum Abgeordneten des Provinziallandtags der Provinz Westfalen gewählt, dem er als Mitglied der Deutschen Zentrumspartei 12 Jahre lang von 1921 bis 1933 angehörte. Von 1932 bis 1933 war er stellvertretendes Mitglied des preußischen Staatsrats.
Während dieser Zeit heiratete er am 13. Mai 1924 seine Frau Maria geb. von Kesseler auf Burg Morenhoven bei Rheinbach. Das Ehepaar hat drei Söhne und eine Tochter.
Nach der NS-Machtübernahme und der Auflösung des preußischen Staatsrats wurde er im Jahr 1933 als Landrat abgesetzt und verlor all seine politischen Ämter und Mandate, da er sich weigerte, der NSDAP beizutreten. Danach wurde er der Regierung in Düsseldorf überwiesen und dort im Amt eines Regierungsrats in der Abteilung I beschäftigt.
1943 wurde er von der Bezirksregierung in Düsseldorf an die Bezirksregierung Koblenz versetzt und war dort zeitweilig beim Landesernährungsamt Moselland beschäftigt.
Am 3. April 1945 wurde er von der US-Militärregierung als Landrat des Landkreises Koblenz eingesetzt. Im Mai 1947 wurde Raitz von Frentz vermutlich persönlich vom französischen Militärgouverneur Claude Hettier de Boislambert wegen angeblicher „Unfähigkeit im Dienst“ suspendiert. Im Herbst 1947 wurde er als Landesverwaltungsgerichtsrat am Landesverwaltungsgericht von Rheinland-Pfalz wieder eingestellt.
Im Jahre 1950 wurde er zum Senatspräsident des Oberverwaltungsgerichts und des Verfassungsgerichtshofs von Rheinland-Pfalz berufen. Am 1. August 1950 trat Raitz von Frentz in den Ruhestand.
Er war Magistralritter des souveränen Malteserordens.

## Publikationen
- Raitz von Frentz, Maximilian: Die Nothilfe und ihre zivilrechtlichen Wirkungen nach dem Bürgerlichen Gesetzbuch für das Deutsche Reich. (Dissertation), Berlin 1908

| Personendaten    | Personendaten                                                            |
| ---------------- | ------------------------------------------------------------------------ |
| NAME             | Raitz von Frentz, Maximilian                                             |
| ALTERNATIVNAMEN  | Raitz von Frentz, Jacobus Maximilian Edmund Joseph Hubert Maria Freiherr |
| KURZBESCHREIBUNG | deutscher Jurist und Politiker (Deutsche Zentrumspartei)                 |
| GEBURTSDATUM     | 7. Juli 1885                                                             |
| GEBURTSORT       | Koblenz                                                                  |
| STERBEDATUM      | 21. August 1967                                                          |
| STERBEORT        | Niederspay                                                               |